# 잎귀쥐속
잎귀쥐속(Graomys)은 비단털쥐과 목화쥐아과에 속하는 설치류 속이다. 4종을 포함하고 있다.

## 특징
중형 크기의 설치류로 꼬리 길이 120~190mm를 제외한 몸길이가 106~165mm이다. 몸무게는 최대 95g이다.

## 분포
볼리비아 중부와 남부 지역부터 파라과이와 브라질 남부를 거쳐 아르헨티나 남부 지역까지 남아메리카에 널리 분포한다.

## 하위 종
- 중부잎귀쥐 (Graomys centralis)
- 엷은색잎귀쥐 (Graomys domorum)
- 에디트잎귀쥐 (Graomys edithae)
- 회색잎귀쥐 (Graomys griseoflavus)